# 消费者保护
消费者保护是通过立法等手段保证公平竞争以及市场信息的自由流通。消费者保护法设计目的在于防止商业上的欺诈以及不公平手段来获得竞争的优势地位，也可能通过立法来保护那些较为弱小的不能照顾自己利益的相关人。消费者保护通常由一系列法律达成，目的是确保消费者享有正当权益，保证公平贸易、自由竞争，以及信息对称。消费者保护法禁止商家使用诈骗或其他不诚信手段取得优势。消费者保护的一个例子是，政府可能会要求商家公布商品的详细信息，尤其是食品等与公共健康与安全密切相关的商品。

## 其它
- 產品安全
- 保用期
- 退貨保障

## 外部連結
- 行政院消費者保護會 (消保會)
- 財團法人中華民國消費者文教基金會 （页面存档备份，存于） (消基會)